# Mosillus asiaticus
Mosillus asiaticus är en tvåvingeart som beskrevs av Mathis, Zatwarnicki och Nina Krivosheina 1993. Mosillus asiaticus ingår i släktet Mosillus och familjen vattenflugor.
Artens utbredningsområde är Gansu (Kina). Inga underarter finns listade i Catalogue of Life.